# Kate Isitt
Kate Isitt ist eine britische Schauspielerin. Bekannt wurde sie durch ihre Rolle der Sally Harper in der BBC-Serie Coupling – Wer mit wem?.

## Leben
Zwischen 1995 und 1998 spielte sie Alison, eine Sekretärin, in der Serie Is It Legal?. Isitt hatte eine kleine Rolle in The Saint – Der Mann ohne Namen (1997). 1998 spielte sie neben Alan Davies in „Black Canary“, eine Episode der BBC-Serie Jonathan Creek. 2000, als sie schon bei Coupling mitspielte, bekam sie eine Rolle in Stephen Poliakoffs BBC-Film The Tribe. 2006 spielte sie neben Demi Moore in Craig Rosenbergs Film Half Light.
Isitt studierte an der Arts Education School. Sie und Nigel Cole haben zwei Kinder.

## Filmografie (Auswahl)
- 1993: Heidi
- 1997: The Saint – Der Mann ohne Namen (The Saint)
- 1998: The Tribe
- 2000–2004: Coupling – Wer mit wem? (Coupling, Fernsehserie, 28 Folgen)
- 2006: Half Light